# Peter Drucker

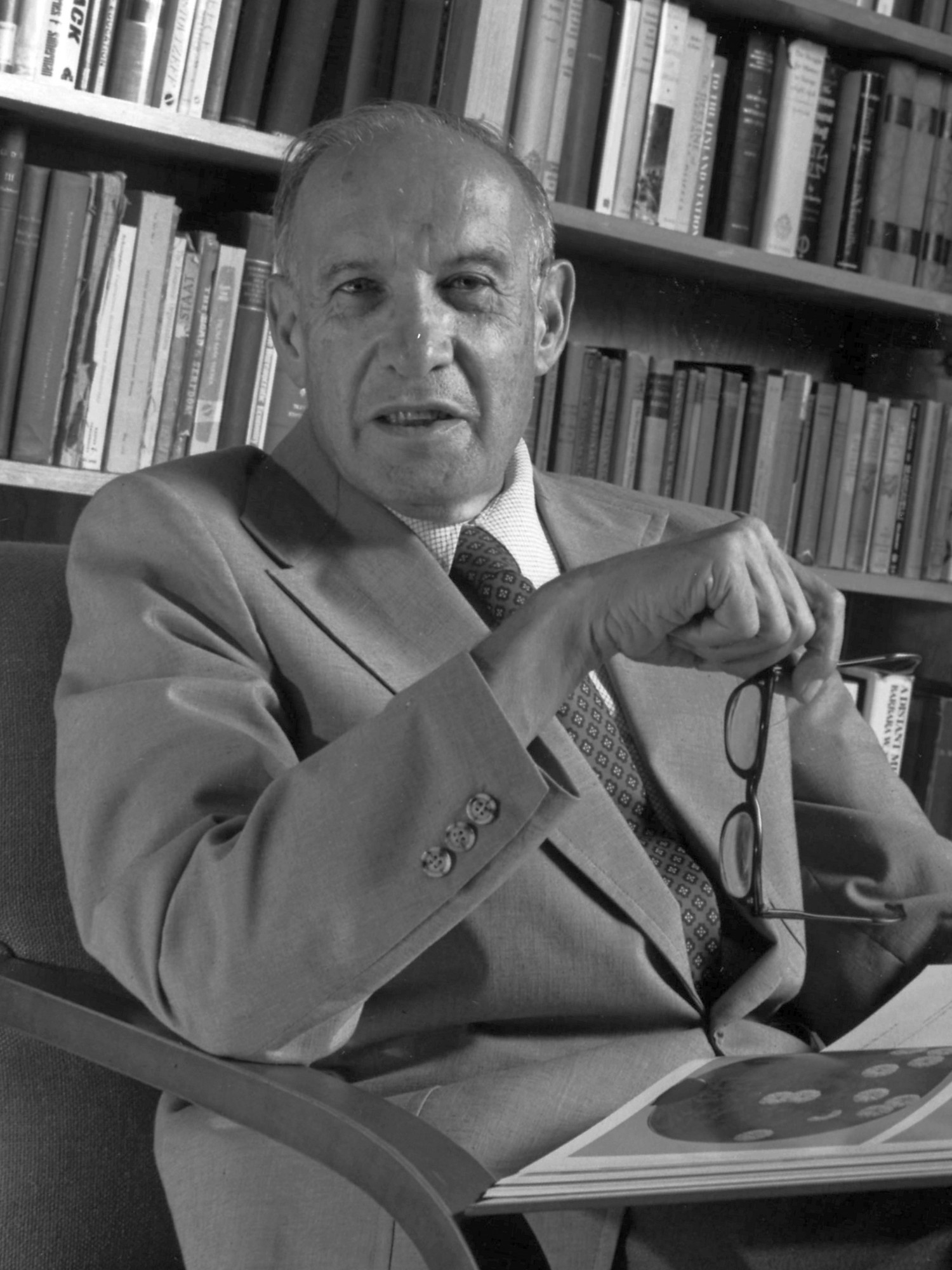
Peter Drucker

Peter Ferdinand Drucker (* 19. November 1909 in Wien, Österreich-Ungarn; † 11. November 2005 in Claremont, Kalifornien) war ein US-amerikanischer Ökonom österreichischer Herkunft. Seit den 1940er Jahren veröffentlichte er zahlreiche einflussreiche Werke über Theorie und Praxis des Managements. Er gilt als ein Pionier der modernen Managementlehre und als origineller und unabhängiger Denker. Drucker bemühte sich in seinen Werken um Klarheit und Übersicht. Auf einen wissenschaftlichen Apparat und Mitarbeiterstab verzichtete er weitgehend. Seine 35 Bücher wurden über 5 Millionen Mal verkauft.

## Leben
Der in Wien als Sohn einer großbürgerlichen jüdischen Familie aufgewachsene Peter F. Drucker studierte in den 1920er Jahren an der Universität Hamburg und ging dann an die Universität Frankfurt, wo er Rechtswissenschaften und Geschichte studierte und Redakteur für Internationale Beziehungen und Wirtschaft beim Frankfurter General-Anzeiger wurde. Als Jurastudent in Frankfurt lernte er Fritz Kraemer kennen, der später in die USA emigrierte, dort zum „Geostrategen“ avancierte und mit dem er zeitlebens befreundet blieb. Drucker beschrieb Kraemer in seiner Autobiographie als „den Mann, der Kissinger erfand“. Drucker war es auch, der Kraemer nach dessen Emigration in die USA 1939 Zugang zu hochrangigen Sicherheitskreisen verschaffte und so dessen Karriere im US-Verteidigungsministerium wesentlich förderte bzw. erst ermöglichte. Drucker promovierte 1931 in Frankfurt über „Die Rechtfertigung des Völkerrechts aus dem Staatswillen. Eine logisch-kritische Untersuchung der Selbstverpflichtungs- und Vereinbarungslehre.“ Carl Schmitt bot ihm an, seine Habilitationsschrift zu betreuen, von der nur ein Abschnitt über Friedrich Julius Stahl abgeschlossen wurde.
Das NS-Regime setzte sein Werk über Friedrich Julius Stahl auf die Liste der Bücher, die am 10. Mai 1933 öffentlich verbrannt wurden. Drucker emigrierte nach Großbritannien und arbeitete in London als Wertpapieranalyst und für die Financial Times. 1937 übersiedelte er in die USA und wurde Professor für Philosophie und Politik am Bennington College in Bennington (Vermont). 1939 erschien sein Buch The End of Economic Man, in welchem er versuchte, das Phänomen des Faschismus mit einem existenzphilosophischen Ansatz zu erklären. 1943 wurde er US-Staatsbürger. 1945 schrieb er in Bennington eines seiner klassischen Werke, Concept of the Corporation.
Peter Drucker wechselte 1950 an die New York University und arbeitete in den Folgejahren an zahlreichen Publikationen zur Managementlehre, schrieb regelmäßig für das Wall Street Journal und arbeitete als Berater zahlreicher internationaler Konzerne wie General Motors und Sears Roebuck.
1954 formulierte er das „Management by Objectives“ (MbO) oder „Führen durch Zielvereinbarung“. Es ist eine heute weit verbreitete Methode aus der Betriebswirtschaftslehre zur Mitarbeiterführung und Entwicklung von Eigeninitiative.
1971 wechselte er zur Claremont Graduate University in der Nähe von Los Angeles. Dort wurde die Peter F. Drucker Graduate School of Management at Claremont University eingerichtet, die jährlich den Peter F. Drucker Award for Nonprofit Innovation (Auszeichnung für Innovationen auf dem nicht an Profit orientierten Sektor) vergibt.
Am 9. Juli 2002 wurde Drucker die Presidential Medal of Freedom, die höchste zivile Auszeichnung der USA, von George W. Bush verliehen. In mehreren Rankings wurde er zum einflussreichsten Managementdenker aller Zeiten gewählt.
Drucker hielt Marketing und Innovationen für bedeutsamere Schlüssel zum Unternehmenserfolg als Profitstreben. Er setzte ferner auf motivierte Mitarbeiter im künftigen Wettbewerb der Unternehmen. Von den Börsenhändlern an der Wall Street hielt er wenig. Wenn Broker günstiger als Investoren abschnitten, kündige sich ein Crash an, war er überzeugt. Manche der von ihm erstmals verwendeten Begriffe sind in die Umgangssprache eingegangen, etwa „Wissensarbeiter“ oder „Kernkompetenz“. Von Konzepten wie „Business-Process-Reengineering“, „Wertstromanalyse“ oder „Six Sigma“ ließ sich Drucker kaum beeinflussen.

## Positionen
Peter Drucker warf bereits 1942 in seinem Werk The Future of the Industrial Man Fragen auf, die viel später unter dem Begriff Corporate Governance diskutiert wurden.
Für seinen 1989 erschienenen Aufsatz Sell the Mailroom wurde er postum 2009 in die Outsourcing Hall of Fame aufgenommen.
Er warnte oft vor Management-Moden, die in der Regel auf vergangene Erfolge oder unrealistische Trendfortschreibungen fixiert seien. Er kritisierte die Überbewertung von Fallstudien und mangelhaften Praxisbezug in der Management-Ausbildung. Den Kult um Star-Manager sah er sehr kritisch; überhohe Managergehälter sah er als Krisensymptom.

## Rezeption
Seine Werke hatten auch auf einen japanischen Roman mit den Namen „Moshi Koukou Yakyuu no Joshi Manager ga Drucker no ‘Management’ wo Yondara“ (Was wäre, wenn die Managerin eines High School Baseballteams Druckers „Management“ läse?) Einfluss. Zu dem Roman erschien auch ein gleichnamiger Anime und der Realkinofilm „Moshidora“.
Peter Drucker hat in den USA auch viele Non-Profitorganisationen und Kirchen beraten, beeinflusst und mitgeprägt. Dazu gehörten auch das Rote Kreuz, das Blaue Kreuz und die Pfadfinder. Theologen, Kirchenführer und Meinungsmacher wie Bill Hybels, Gordon MacDonald und Rick Warren trafen sich ebenfalls regelmäßig mit Peter Drucker an sogenannten A day with Peter Drucker (deutsch: Ein Tag mit Peter Drucker), um von seinen großen Kenntnissen in Führung und Management zu lernen.

## Veröffentlichungen

### Bücher
- The End of Economic Man, New York: John Day Co., 1939
  - deutsche Ausgabe als Ursprünge des Totalitarismus: Das Ende des Homo Oeconomicus, Karolinger, Wien/Leipzig 2010, ISBN 978-3-85418-140-8
- The Future of Industrial Man. A Conservative Approach, New York: John Day Co., 1942
  - deutsche Ausgabe als Die Zukunft der Industriegesellschaft, Düsseldorf: Econ, 1967
- Concept of the Corporation, New York: John Day Co., 1946
  - deutsche Ausgabe als Das Großunternehmen, Düsseldorf: Econ, 1966
- The New Society: The Anatomy of Industrial Order. Harper & Row, New York 1950
  - deutsche Ausgabe als Gesellschaft am Fließband. Eine Anatomie der gesellschaftlichen Ordnung. Frankfurt/M.: Verlag der Frankfurter Hefte, 1950
- The Practice of Management. Harper & Row, New York 1954 (Reprint 2006, ISBN 978-0-06-087897-9)
  - deutsche Ausgabe: Die Praxis des Managements. Düsseldorf: Econ, 1956, 1970 & 1998
- America's Next Twenty Years (Aufsatzsammlung). Harper & Row, New York 1955
  - Ein Blick auf die Wirtschaftsentwicklung der westlichen Welt. Die nächsten zwanzig Jahre. Düsseldorf: Econ, 1957
- The Landmarks of Tomorrow. Harper & Row, New York: Harper, 1957
  - Das Fundament für morgen. Düsseldorf: Econ, 1958
- Technology, Management, and Society: Essays by Peter Drucker 1958
- Managing for Results: Economic Tasks and Risk-Taking Decisions. Harper & Row, New York 1964
- Sinnvoll wirtschaften. Notwendigkeit und Kunst, die Zukunft zu meistern, Düsseldorf: Econ, 1965
- The Effective Executive, Harper & Row, New York 1967
  - deutsche Ausgabe als The Effective Executive: Effektivität und Handlungsfähigkeit in der Führungsrolle gewinnen, München 2014
- Die ideale Führungskraft. Die Hohe Schule des Managers. Düsseldorf: Econ, 1967; Knaur Taschenbuch 248, ISBN 3-426-00248-5
- The Age of Discontinuity: Guidelines to Our Changing Society. Harper & Row, New York, 1969
  - Die Zukunft bewältigen. Aufgaben und Chancen im Zeitalter der Ungewißheit, Düsseldorf: Econ, 1969 & 1998
- (Ed.)Preparing Tomorrow's Business Leaders Today, Englewood Cliffs, N.J.: Prentice Hall, 1969
- Technology, Management and Society (Aufsatzsammlung), Harper & Row, New York, 1970
- Men, Ideas and Politics (Aufsatzsammlung), Harper & Row, New York, 1971
- The New Markets, and Other Essays, Heinemann, London, 1971
- Management: Tasks, Responsibilities, Practices, Harper & Row, New York, 1973
  - dt.: Neue Management-Praxis (Band 1: Aufgaben, Band 2: Methoden). Düsseldorf: Econ, 1974
  - dt.: Management. Komplett überarbeitete und erweiterte Neuauflage. 2 Bände. Frankfurt/Main: Campus 2009
- The Unseen Revolution: How Pension Fund Socialism Came to America. Harper & Row, New York, 1976
- Die unsichtbare Revolution. Die Mitarbeiter-Gesellschaft und ihre Aufgabe, Düsseldorf: Econ, 1997
- Management Cases, Harper & Row, New York, 1977
- An Introductory View of Management, Harper & Row, New York, 1977
- People and Performance: The Best of Peter Drucker on Management, Harper’s College Press, New York, 1977
- Adventures of a Bystander (Autobiographie), 344 Seiten, Harper & Row, New York 1979; erw. Auflage 1998, ISBN 0-471-24739-1
  - Zaungast der Zeit. Ungewöhnliche Erinnerungen an das 20. Jahrhundert. Düsseldorf: Econ, 1981
- Managing in Turbulent Times, Harper & Row, New York, 1980
- Toward the Next Economics, and Other Essays, Harper & Row, New York, 1981
- The Changing World of the Executive, Truman Talley Books, Times Books, New York, 1982
- The Last of All Possible Worlds: A Novel, Harper & Row, New York, 1982
  - Bevor die Lichter erloschen (Roman), Wien: Amalthea, 1985
- The Temptation to Do Good, Heinemann, London, 1984
- Weltwirtschaftswende. Tendenzen für die Zukunft, Wirtschaftsverlag Langen-Müller/Herbig, München, 1984
- Innovation and Entrepreneurship: Practice and Principles, Harper & Row, New York, 1985
  - Innovations-Management für Wirtschaft und Politik, Düsseldorf: Econ, 1985
- Der Skandal von St. Jerome (Roman), Düsseldorf: Marion von Schröder Verlag, 1986
- The Frontiers of Management: Where Tomorrow's Decisions are Being Shaped Today, Truman Talley Books/Dutton, New York 1986; deutsch: Die Chance des Unternehmers. Signale für das Management von morgen 1987 Econ Verlag; Heyne Sachbuch 104, ISBN 3-453-04015-5
- The New Realities: In Government and Politics, in Economics and Business, in Society and World View, Harper & Row, New York, 1989
  - Neue Realitäten. Wertewandel in Politik, Wirtschaft und Gesellschaft. Düsseldorf: Econ, 1989
- Managing the Non-Profit Organization: Practices and Principles, HarperCollins, New York, 1990
- Drucker in the „Harvard Business Review“ 1963–1989 (Aufsatzsammlung). Boston: Harvard Business School Press, 1991
- Our Changing Economic Society: The Best of Drucker's Thinking on Economic and Societal Change (Aufsatzsammlung). HarperCollins, Keystone, 1991
- Managing for the Future: The 1990s and Beyond. New York: Truman Talley Books/Dutton, 1992
- Post-Capitalist Society. New York: HarperCollins, 1993
  - Die postkapitalistische Gesellschaft. Düsseldorf: Econ, 1993
- The Ecological Vision: Reflections on the American Condition. New Brunswick / N.J.: Transaction Publishers, 1993
- Managing in a Time of Great Change, New York: Truman Talley Books/Dutton, 1995
- The Pension Fund Revolution, New Brunswick: Transaction Publishers, 1996
- Drucker on Asia: The Drucker-Nakauchi Dialogue, New York: Butterworth-Heinemann, 1997
- Die globale Herausforderung, Düsseldorf: Econ, 1996
- Peter Drucker on the Profession of Management, Cambridge: Harvard Business School Press, 1998
- Management Challenges for the 21st Century, New York: HarperCollins, 1999
  - deutsche Ausgabe: Management im 21. Jahrhundert, Düsseldorf: Econ, 1999, ISBN 3-430-12238-4
- Schlüsseljahre. Stationen meines Lebens, Frankfurt/New York: Campus, 2001.
- The Essential Drucker. New York: HarperCollins Publishers, 2001
  - deutsche Ausgabe: Was ist Management – Das Beste aus 50 Jahren. München, Econ Ullstein List Verlag, 2002
- The Five Most Important Questions You Will Ever Ask Your Organization, San Francisco, Jossey-Bass, 2008
  - Die fünf entscheidenden Fragen des Managements, Weinheim, Wiley-VCH Verlag, 2009

### Aufsätze
(seit 1996)
- „Five Years Ago in 'The Corporate Board'“, The Corporate Board, May-June 1996
- „Leaders Are Doers“, Executive Excellence, April 1996
- „Management Is Not a Technique“, Across the Board, Jan. 1996
- „Not Enough Generals Were Killed!“, Forbes, April 8, 1996
- „The Global Economy and the Nation-State“, Foreign Affairs, Sept./Oct. 1997
- „Management's New Paradigms“, Forbes, Oct. 5, 1998
- "Beyond the Information Revolution", Atlantic Monthly, Oct. 1999"
- „Innovate or Die. Drucker on Financial Services“, The Economist, Sept. 25, 1999
- „The Next Society: A Survey of the Near Future“, The Economist, Nov. 3, 2001

## Auszeichnungen
- 1966: Mittlerer Orden des Heiligen Schatzes[12]
- 1974: Großes Silbernes Ehrenzeichen für Verdienste um die Republik Österreich[13]
- 1983: Aufnahme in die American Academy of Arts and Sciences
- 1991: Großes Goldenes Ehrenzeichen für Verdienste um die Republik Österreich[14]
- 1999: Österreichisches Ehrenkreuz für Wissenschaft und Kunst I. Klasse
- 2002: Presidential Medal of Freedom